# Радослав Марковић
Радослав Марковић (Мошорин, 27. јануара 1865  —  Инђија, 14. децембар 1948) био је српски протојереј-ставрофор и писац.

## Рад у цркви
Похађао је гимназију у Сремским Карловцима и Новом Саду, те Богословију у Сремским Карловцима од 1884 — 1888.
Рукоположен за ђакона 11. марта, а 18. марта 1889. године свештеника. Постаје капелан до 8. марта затим администратор, а о 9.11. парох у Инђији. Дана 13. марта 1905. одликован црвеним појасом. Године 1920. одликован чином протојереја. Председник Патроната Архидијецезалног православног српског свештеничког конвикта и један од првих и најзаслужнијих његових оснивача. Заузимао све високе положаје у Архидијецези, потом уједињеној Патријаршији, као и Свештеничком удружењу.
Године 1928. једва је преживео покушај убиства у Инђији.
Члан ђачког друштва „Слога“, када објављује своје прве радове. Сарађивао је са „Босанском вилон“ и „Стражиловом“. 1922. покренуо је лист „Живот“ у Сремским Карловцима, чији је био власник.
Године 1919. изабран у Књижевно одељење Матице српске. Био је Члан „Историског друштва у Новом Саду“ и повереник „Гласника“
За време Другог светског рата, као избеглица у Београду, постављен је за привременог административног помоћника при цркви Св. Александра Невског.
Умро 14. децембра 1948. године у Инђији, где је и сахрањен.
За свој рад на национално-просветном пољу одликован је био са два ордена Св. Саве, Белог Орла, Југословенске круне. Од цркве правом ношења напрсног крста.

## Друштвено-национални рад
- 1889. године, основао је у Инђији Задругу за заједничко узимање земље у закуп и заједничко обрађивање.
- 1889. Основао Српско црквено певачко друштво у Инђији.
- 1890. обновио храм у Инђији.
- 1890. основао Српску женску добротворну задругу.
- 1897. основао Земљорадничку задругу у Инђији.
- 1905. основао Соколско друштво „Српски соко“ и постављен за првог старешину.
- 1905. 6-8. 11. делегат на Првом конгресу јужнословенских писаца и публициста у Београду.
- 1906. основао је Српску Инђијску штедионицу.
- 1906. посланик на Народно-црквеном сабору у Сремским Карловцима.
- 1906—1910. предавач у Карловачкој Богословији.
- 1910. делегат Савеза земљорадничких задруга у Базелу, на конференцији европских привредника.
- За време Првог светског рата страдао, затваран, шиканиран, одведен у интернацију.
- 1918. 25. 10. образовао је у Инђији „Народно веће“ и био изабран за председника.
- 1919. повереник за аграрну реформу за срез иришки.
- Између два рата био председник Савеза земљорадничких задруга, а потом почасни председник.

## Књижевни рад
- На клизаву путу, приповетка у две књиге, Нови Сад 1894,
- Православна српска парохија у Инђији крајем 1900. године, Сремски Карловци 1901.(два издања исте године)
- Браћа, Сремски Карловци 1904.
- О раскошу (моди) и осталим штетним обичајима и навикама нашима, Загреб 1905.
- Срби у Срему и у осечкој околини по занимању 1905. Расподела земље у источном равном Срему 1910, Сремски Карловци 1919.
- Земља земљораднику, Загреб 1920.
- Инђија, прилог за проучавање насеља у Војводини, Нови Сад, Матица српска 1923.
- О провађању аграрне реформе у Војводини, Нови сад 1923.
- Два питања..., Нови Сад 1940.
- Садашње стање наше аграрне привреде, Нови Сад, 1940

Осим овога објавио је још преко педесет чланака и прилога у календарима, штампи, годишњацима, Летопису Матице српске итд.